# Амурсталь
Электрометаллургический завод «Амурсталь» (в 2004—2017 годах — ОАО «Амурметалл») — металлургический завод, расположенный в городе Комсомольске-на-Амуре Хабаровского края. Является крупнейшим металлургическим предприятием на Дальнем Востоке России.

## История
8 мая 1935 года Совет народных комиссаров СССР утвердил постановление «О строительстве металлургического завода в ДВК (Дальневосточном крае)».
26 мая 1935 года нарком тяжёлой промышленности Серго Орджоникидзе подписал приказ о начале строительства Дальневосточного металлургического завода.
В январе 1936 года начались подготовительные работы по строительству металлургического завода: корчевка тайги, осушение болот, прокладка дорог и строительство жилья.
В июле 1937 года произведена закладка фундаментов под мартеновский, прокатный, механический и котельный цеха.
Проектом, разработанным под руководством Ивана Павловича Бардина в Гипромезе, предусматривалось возведение следующих цехов: коксохимического с двумя коксовыми батареями годовой производительностью 500 тыс. тонн кокса, доменного с двумя печами годовой производительностью 364 тыс. тонн чугуна, мартеновского годовой производительностью 480 тыс. тонн стали с четырьмя печами ёмкостью по 130 тонн каждая, прокатного на 360 тыс. тонн проката в год.
С началом войны план строительства металлургического комбината с замкнутым циклом был изменён. По распоряжению наркома чёрной металлургии Ивана Фёдоровича Тевосяна взят курс на передельное производство. Прекращается строительство доменного и коксохимического цехов.  Также прекращается создание местной сырьевой базы, включавшей рудники, обогатительные фабрики, рудные порты и флот рудовозов. Трест «Амурстальстрой» обязали ускорить строительство мартеновского и листопрокатного цехов.
15 февраля 1942 года состоялся пуск завода «Амурсталь». Введена в эксплуатацию печь №1 мартеновского цеха и выдана первая плавка массой 90 тонн, проведено «горячее» опробование двухклетьевого тонколистового стана «Дуо» в прокатном цехе.
6 апреля 1942 года введен в эксплуатацию и выдал первую продукцию среднелистовой стан «2350» прокатного цеха.
20 ноября 1942 года введена в эксплуатацию и выпустила первую плавку мартеновская печь №2.
В 1943 году введен в эксплуатацию огнеупорный цех.
В 1953 году введен в эксплуатацию цех по производству белой жести (прокатный цех №2) с жестекатальным станом «900».
В 1959 году в прокатном цехе №2 введен в эксплуатацию одноклетьевой мелкосортный стан «250».
В 1961 году в прокатном цехе №2 введен в эксплуатацию среднесортный стан «450».
В 1964 году введены в эксплуатацию мартеновская печь №3 и клеть «Кварто» стана «2300» в листопрокатном цехе.
В 1967 году введены в эксплуатацию электросталеплавильный цех (ЭСПЦ) и установка непрерывной разливки стали мартеновского цеха.
В 1969 году введен в эксплуатацию тонколистовой стан «1700» с моталками в печах (стан «Стеккеля»).
В 1970 году введена в эксплуатацию мартеновская печь №4.
В 1973 году завод достиг производительности 1 миллион тонн стали в год.
В 1974 году введено в эксплуатацию термоотделение листопрокатного цеха.
В 1979 году впервые из 300-тонной мартеновской печи №4 выдана серия большегрузных плавок (450-480 тонн) с выпуском стали в три ковша.
В 1980 году выдана 20-ти миллионная тонна стали.
В 1981 году введен в эксплуатацию цех гнутых профилей.
В феврале 1981 года Совет министров СССР принимает решение о строительстве в Комсомольске-на-Амуре Дальневосточного передельного металлургического завода (ДПМЗ) мощностью 700 тыс. тонн жидкой стали, 662 тыс. тонн литой заготовки и 500 тыс. тонн сортового проката в год. Закладка ДПМЗ состоялась 24 июля 1981 года вблизи «Амурстали».
В 1985 году введен в эксплуатацию комплекс «Сталь» ДПМЗ.
В 1987 году введен в эксплуатацию мелкосортно-проволочный стан «320/150» и комплекс «Прокат» ДПМЗ. К моменту окончания строительства ДПМЗ вошёл в состав «Амурстали».
В 1992 году завод «Амурсталь» преобразован в акционерное общество.
В 1996 году полностью завершено мартеновское производство.
25 февраля 1997 года решением учредителей создано ОАО «Амурметалл». Современная часть завода «Амурсталь» — Дальневосточный передельный металлургический завод – продолжил свою производственную деятельность под новым названием. В состав ОАО «Амурметалл» вошли комплекс «Сталь» (ЭСПЦ №2), комплекс «Прокат» и ряд вспомогательных цехов.
С 2005 по 2010 годы на предприятии проведена модернизация сталеплавильного и вспомогательного производства с увеличением мощностей до 2,15 млн тонн в год.
20 августа 2010 года выдана 10-ти миллионная тонна стали со времени пуска в эксплуатацию ЭСПЦ №2.
В 2012 году введена в эксплуатацию новая кислородная станция.
В 2020 году заводу вернули название «Амурсталь».

## Деятельность
В докризисный 2008 год предприятие вышло на хорошие производственные показатели. Выплавка стали составила 1,089 млн тонн. Таким образом, на 100 % освоена проектная мощность новой печи ДСП-125 фирмы «Concast» (Швейцария), введённой в эксплуатацию в октябре 2007 года. Производство заготовки составило 1,062 млн тонн, производство проката — 498 678 тонн. Общая отгрузка металлопродукции составила 979 тыс. тонн на сумму 19 млрд 358 млн руб. Получено прибыли от реализации — 1 млрд 485 млн руб. Рентабельность продаж составила 8 %.
В 2009 году предприятие встало на грань банкротства. Внешэкономбанк в 2010 году приобрел 100 % долей компании Amurmetal Holding Limited у депутата Госдумы Александра Шишкина. Вновь на грани банкротства в 2012 году. В 2013 году решением арбитражного суда Хабаровского края ОАО «Амурметалл» было признано банкротом.
Фактическое производство стали в 2010 году составило 740 тыс. тонн, в 2011 году — 751 тыс. тонн, в 2012 году — 668 тыс. тонн.
В 2017 году ООО «Торэкс-Хабаровск» стало новым собственником имущественного комплекса завода «Амурметалл».
В 2019 году завод стал испытывать экономические затруднения. В октябре 2019 г. по обвинению в организации убийств в 2004—2005 гг. был арестован Николай Мистрюков, владевший 25 % акций завода «Амурсталь», в июле 2020 г. был арестован бывший генеральный директор завода «Амурсталь» Сергей Кузнецов.
В 2020 году на должность генерального директора назначен Григорий Фрейдин. В этом же году было принято решение о переименовании юридического общества в ООО «Амурсталь», что вернуло заводу его историческое название. Предприятие перешло на новый этап развития и модернизации. В 2020 году удалось оптимизировать географию закупок лома черных металлов, являющихся основным сырьем для электросталеплавильного производства. Также в начале 2020 года завод произвел серию опытных плавок с использованием ГБЖ (горячебрекетированного железа) и двух видов скрапа (металлолома в виде отходов металлургического производства, используемых для переплавки), после чего было принято решение о дальнейшем использовании этих технологий в производстве. 
В 2021 году завершилась модернизация трехзонной методической нагревательной печи сортопрокатного цеха, продолжается модернизация линии упаковки готовой продукции. Также в конце 2021 года на предприятии введено в строй новое высокотехнологичное оборудование - дробильно-сортировочный комплекс, который может производить более глубокую переработку шлака, образующегося в процессе производства металла.
В июне 2020 года завод «Амурсталь» включен в перечень системообразующих предприятий Российской Федерации. В 2021 году предприятие стало участником национального проекта «Производительность труда».

## Цеха
- Цех подготовки лома
- Электросталеплавильный цех
- Сортопрокатный цех
- Кислородно-газовый цех
- Железнодорожный цех
- Ремонтно-механический цех
- Цех технологического транспорта
- Центральная заводская лаборатория
- Литейный цех (ООО «Амурметалл-Литье»)